# دم‌موشیان
دُم‌موشیان (Loganiaceae) تیره‌ای از گل‌سپاسی‌سانان بالارونده چوبی یا درختچه‌ای یا درختی است با سیزده سرده و حدود ۴۰۰ گونه که عمدتاً بومی نواحی گرمسیری جهان هستند، گیاهان این تیره ضمائمی برگ‌مانند در قاعده دمبرگ و گل‌هایی مجتمع در خوشه‌های انتهایی دارند؛ حلقه گلبرگ‌ها از چهار تا پنج لَپ همپوش تشکیل شده‌است و میوه‌های این تیره یا پوشینه‌ای یا شفت آبدار است.